# Жангалинський район
Жангали́нський район (каз. Жаңақала ауданы, рос. Жангалинский район) — адміністративна одиниця у складі Західноказахстанської області Казахстану. Адміністративний центр — село Жангала.

## Населення
Населення — 21501 особа (2021; 23505 у 2009, 23560 у 1999, 21210 у 1989).

## Історія
В радянські часи район називався Джангалинським.

## Склад
До складу району входять 9 сільських округів:
| Поселення                      | Площа, км² | Населення, осіб (1989) | Населення, осіб (1999) | Населення, осіб (2009) | Населення, осіб (2021) | Центр     | Населені пункти |
| ------------------------------ | ---------- | ---------------------- | ---------------------- | ---------------------- | ---------------------- | --------- | --------------- |
| Бірліцький сільський округ     | -          | 1372                   | 1719                   | 1771                   | 1488                   | Бірлік    | 3               |
| Жанажольський сільський округ  | -          | 2085                   | 2198                   | 2023                   | 1326                   | Жанажол   | 3               |
| Жанаказанський сільський округ | -          | 3043                   | 3075                   | 2925                   | 2156                   | Жанаказан | 2               |
| Жанакалинський сільський округ | -          | 4981                   | 6250                   | 7202                   | 9325                   | Жангала   | 1               |
| Кизилобинський сільський округ | -          | 1760                   | 1922                   | 1965                   | 1636                   | Кизилоба  | 3               |
| Копжасарський сільський округ  | -          | 1856                   | 2125                   | 2065                   | 1748                   | Копжасар  | 3               |
| Маштексайський сільський округ | -          | 2480                   | 2663                   | 2371                   | 1737                   | Маштексай | 2               |
| Мендешівський сільський округ  | -          | 1093                   | 1201                   | 1149                   | 696                    | Киркопа   | 1               |
| П'ятимарський сільський округ  | -          | 2540                   | 2407                   | 2034                   | 1389                   | П'ятимар  | 4               |

## Найбільші населені пункти
Населені пункти з чисельністю населення понад 1000 осіб:
| № | Населений пункт | Населення, осіб (1989) | Населення, осіб (1999) | Населення, осіб (2009) | Населення, осіб (2021) |
| - | --------------- | ---------------------- | ---------------------- | ---------------------- | ---------------------- |
| 1 | Жангала         | 4981                   | 6250                   | 7202                   | 9325                   |
| 2 | Жанаказан       | 2233                   | 2447                   | 2240                   | 1823                   |
| 3 | Копжасар        | 1128                   | 1336                   | 1752                   | 1597                   |
| 4 | Маштексай       | 1597                   | 1844                   | 1756                   | 1276                   |
| 5 | Кизилоба        | 1006                   | 1524                   | 1646                   | 1249                   |
| 6 | Бірлік          | 902                    | 1033                   | 1256                   | 1183                   |
| 7 | П'ятимар        | 1381                   | 1443                   | 1337                   | 1051                   |

## Господарство

### Рекреація
Станом на 2025 рік в межах району існує 1 офіційне місце масового відпочинку, туризму та спорту на водних об'єктах та водогосподарських спорудах:
- пляж літнього табору станцію юних туристів на озері Сорколь в селі Жангала Жангалинського сільського округу.

## Відомі особистості
У районі народився:
- Беїсов Темір Беїсович (1915—1998) — казахський літературознавець (село Сариколь).